# Форт Грин (Флорида)
Форт Грин (енгл. Fort Green) насељено је место без административног статуса у америчкој савезној држави Флорида.

## Демографија
По попису из 2010. године број становника је 101.
| Група             | 2000.    | 2010.      |
| Белци             | 0 (0,0%) | 87 (86,1%) |
| Афроамериканци    | 0 (0,0%) | 0 (0,0%)   |
| Азијати           | 0 (0,0%) | 0 (0,0%)   |
| Хиспаноамериканци | 0 (0,0%) | 14 (13,9%) |
| Укупно            | 0        | 101        |